# Selección de voleibol de Checoslovaquia
La selección de voleibol de Checoslovaquia fue el equipo masculino representativo de voleibol de Checoslovaquia en las competiciones internacionales organizadas por la Confederación Europea de Voleibol (CEV), la Federación Internacional de Voleibol (FIVB) o el Comité Olímpico Internacional (COI). 

## Historia
El equipo existió hasta 1993, cuando a causa de la división política de República Checa y Eslovaquia, se crearon la selección de voleibol de la República Checa y la selección de voleibol de Eslovaquia.
Entre los años 50,60 y 70 el equipo fue una de las selecciones más poderosa de Europa y del mundo, pelándose sobre todo con la selección soviética y la selección rumana por las medallas europeas, mondiales y olímpicas. En su historia consiguió tres veces el Campeonato Europeo, incluida la edición inaugural de 1948 disputada en Italia, dos Campeonatos Mundiales y dos medallas olímpicas: la plata en los  Juegos Olímpicos de Tokio 1964 y la de bronce en los México 1968.

## Historial
| \| - Tokío 1964: Plata - México 1968: Bronce \| - Múnich 1972: 6° - Montreal 1976: 5° \| - Moscú 1980: 8° - Los Ángeles 1984: No clasificada \| - Seúl 1988: No clasificada - Barcelona 1992: No clasificada \| |                                       |                                                     |                                                              |
| - Tokío 1964: Plata - México 1968: Bronce | - Múnich 1972: 6° - Montreal 1976: 5° | - Moscú 1980: 8° - Los Ángeles 1984: No clasificada | - Seúl 1988: No clasificada - Barcelona 1992: No clasificada |

| \| - 1949: 2° - 1952: 2° - 1956: Campeón \| - 1960: 2° - 1962: 2° - 1966: Campeón \| - 1970: 4° - 1974: 5° - 1978: 5° \| - 1982: 9° - 1986: 8° - 1990: 9° \| |                                       |                                  |                                  |
| - 1949: 2° - 1952: 2° - 1956: Campeón | - 1960: 2° - 1962: 2° - 1966: Campeón | - 1970: 4° - 1974: 5° - 1978: 5° | - 1982: 9° - 1986: 8° - 1990: 9° |

| Liga Mundial          |
| --------------------- |
| - Sin participaciones |

| \| - 1948: Campeón - 1950: 2° - 1951: No clasificada - 1955: Campeón - 1958: Campeón \| - 1963: 5° - 1967: 2° - 1971: 2° - 1975: 6° - 1977: 6° \| - 1979: 6° - 1981: 4° - 1983: 5° - 1985: 2° - 1987: 6° \| - 1989: No clasificada - 1991: 9° \| |                                                        |                                                        |                                   |
| - 1948: Campeón - 1950: 2° - 1951: No clasificada - 1955: Campeón - 1958: Campeón | - 1963: 5° - 1967: 2° - 1971: 2° - 1975: 6° - 1977: 6° | - 1979: 6° - 1981: 4° - 1983: 5° - 1985: 2° - 1987: 6° | - 1989: No clasificada - 1991: 9° |

| \| - 1965: 3° - 1969: 5° \| - 1977: No clasificada - 1981: No clasificada \| - 1985: 3° - 1989: No clasificada \| - 1991: No clasificada \| |                                               |                                   |                        |
| - 1965: 3° - 1969: 5° | - 1977: No clasificada - 1981: No clasificada | - 1985: 3° - 1989: No clasificada | - 1991: No clasificada |

## Medallero
| Competición        | Oro | Plata | Bronce | Total |
| ------------------ | --- | ----- | ------ | ----- |
| Juegos Olímpicos   | 0   | 1     | 1      | 2     |
| Campeonato Mundial | 2   | 4     | 0      | 6     |
| Campeonato Europeo | 3   | 4     | 0      | 7     |
| Liga Mundial       | 0   | 0     | 0      | 0     |
| Copa Mundial       | 0   | 0     | 2      | 2     |
| Total              | 5   | 9     | 2      | 16    |